# Arthur Storch
Arthur Storch (född 29 juni 1925, död 5 mars 2013) var en amerikansk skådespelare och teaterregissör. Se engelska Wikipedia.
Arthur Storch (född 22 mars 1870, död 9 mars 1947) var en tysk skulptör. Se Wikimedia Commons.
Arthur Storch var en pseudonym för Franz Julius Schneeberger, född 7 september 1827 i Wien, död 25 juli 1892, österrikisk författare av historiska romaner och fyra teaterpjäser.
Han deltog i 1848 års revolution i Wien, fängslades och frigavs 1850 på amnesti. Han arbetade som telegrafingenjör i Italien och Dalmatien, men från 1866 försörjde han sig på författandet. Därtill engagerade han sig inom frimureriet.
Hans romaner bygger på historia, geografi, flera parallella handlingar och det godas seger.

## Skrifter
- Mexiko oder Republik und Kaiserreich (1867-68)
- Die Geheimnißvollen oder Freimaurer und Jesuit (2. upplagan 1869)
- Ein verkanntes Genie. Schwank (1876)
- Götterkampf oder Jupiter-Jehova-Christus. Geschichtlicher Roman aus der Zeit der Zerstörung Jerusalems (3 delar, 1879)
- Licht und Finsternis oder die Geheimnisse der Wiener Hofburg (4 delar, 1872-73)
- Der Graf von Moret (1866)
- Himmel und Hölle! Volksdrama (1876)
- Die Katakomben von Wien (1870)
- Ein Kind des Volkes oder der Arbeietrkönig (1869), svensk översättning av Carl Henrik Wallberg, Arbetarekonungen. Politisk-social roman ur nutiden (1872)
- Die Königsmörder (1876)
- Rom-Wien-Belrin oder Fürstenlug und Pfaffenbetrug (1875)
- Schwester Therese (drama, 1875)
- Geheime Verdienste (lustspel, 1876)
- Zu Wasser und zu Land (1872)